# Московский научно-исследовательский институт связи
Московский научно-исследовательский институт связи (МНИИС) — научно-исследовательский институт по развитию средств связи.
МНИИС расположен по адресу: 117534, Москва, Кутузовский пр., 34.
Из-за вторжения России на Украину институт находится под санкциями стран Евросоюза, США, Японии и некоторых других стран.

## История
Акционерное общество «Московский научно-исследовательский институт связи» (АО «МНИИС») был создан в 1992 году. С 2004 года предприятие входит в состав АО "Концерн «Вега».
Предприятие занимается проектами Концерна «Вега», связанными с радиолокационными средствами авиационного (А-50), наземного («Перископ-В») и космического («Алмаз-1») базирования, системами радиоэлектронной разведки и управления, в том числе на основе БЛА.
При создании института, в его состав вошли в основном сотрудники научно-исследовательских институтов: Научно-исследовательского института систем связи и управления (НИИССУ), Московского научно-исследовательского радиотехнического института (МНИРТИ) и Московского научно-исследовательского института радиосвязи (МНИИРС).
В состав института входят научные подразделения и опытное производство.

## Продукция
Предприятием разработан комплекс средств связи «Звезда» (местная цифровая радиотелефонная связь и телевещание, использующее ретрансляторы и радиорелейные линий), средств цифровой радиорелейной связи («Стрела-11», «Звезда», «Радиус-15»), изготавливаются металлоконструкции башенных опор высотой 20-60 м и их монтаж, создана цифровая радио-телефонная сеть связи, передачи данных и телевещания «Апатит»; построены радиорелейные линии связи для Сенежской и Вяртсильской таможен Государственного таможенного комитета России; разработана и сдана в эксплуатацию региональная система спутниковой связи для МПС России; создана волоконно-оптическая линия связи между вычислительными сетями Москвы и Санкт-Петербурга, сопряжение которых выполнено на основе АТМ-технологии.
Разработки 2000-х годов: наземный комплекс связи в составе изделия «Бангалор»; станции спутниковой связи в г. Хабаровске; бортовой комплекс связи для авиационного комплекса радиолокационного обнаружения, сверхширокополосные линейные антенные решетки, антенны, уменьшающие эффект фединга в канале с многолучевым распространением сигнала.

## Руководство
Генеральный директор Московского научно-исследовательского института связи — Данилов Василий Юрьевич.